# Marshfield (Wisconsin)
Marshfield – miasto w Stanach Zjednoczonych, w stanie Wisconsin, w hrabstwie Wood.